# 夏侯駿
夏侯 駿（かこう しゅん、生年不詳 - 299年）は、中国三国時代の魏・西晋の武将・政治家。字は長容。父は夏侯威。弟は夏侯荘。妻は司馬亮の娘。『三国志』魏志「諸夏侯曹伝」注『世語』・『晋書』「傅咸伝」「庾旉伝」「周処伝」などに記述がある。

## 生涯
『世語』によると魏の時代、并州刺史となった。
西晋の武帝司馬炎の時期、豫州大中正となった。夏侯駿は魯国小中正の孔毓を職務怠慢と判断して、孔毓の更迭と曹馥（曹洪の子）の任命を上奏したが、一旬（10日）ほどのちにまた孔毓の再任を上奏した。司徒左長史の傅咸は、小中正の任免は越権行為であるとして夏侯駿の解任を上奏したが、司徒の魏舒は夏侯駿と縁戚であったため、傅咸の上奏を聞き入れなかった。傅咸は司馬炎に直訴したが、かえって魏舒によって車騎司馬に左遷された。
後に尚書となった。太康3年（282年）、司馬炎は弟の斉王司馬攸を封国に帰藩させようとした。庾旉・劉暾・曹志らは司馬攸の帰藩に反対する上書を行った。激怒した司馬炎は庾旉ら8人を逮捕し、廷尉に送った。廷尉の劉頌は、庾旉らを大不敬の罪状により公開処刑するよう主張した。夏侯駿は処刑に賛同する朱整に「国家は諫言の臣を誅殺しようとしている。官が八座を立てたのは、まさにこの時のためだ」と述べ、一人だけ処刑に反論した。魏舒と下邳王司馬晃（司馬孚の子）らが夏侯駿に同調した結果、議論は紛糾した。7日後に庾旉らの死刑を免じ、官職からの除名をすることで決着した。
元康元年（291年）、恵帝の即位に伴い汝南王司馬亮と衛瓘が政務を執ることになった。傅咸は夏侯駿が少府に任命されたことを捉え、またしても「大した功績も無いのに、少府に（司馬亮の）縁戚の長容（夏侯駿の字）を取り立てたのは権力の私物化です」と批判した。しかし、司馬亮は聞き入れなかった。
元康6年（296年）、氐の斉万年が反乱を起こした。討伐軍は征西大将軍の梁王司馬肜を大将として、夏侯駿は安西将軍として従軍した。元呉将の周処は御史中丞として、かつて司馬肜の不正を取り締まったことがあった。外様の周処を嫌う朝廷の人々は、周処を故意に死なせようと、周処に私怨を抱く司馬肜の配下に意図的に従軍させた。中書令陳準は周処では無く、孟観を先鋒に任命するよう主張したが、容れられなかった。果たして、司馬肜とその意を受けた夏侯駿は、周処に5千の兵で7万の敵に単身突撃させ、周処を敵を利用して殺してしまった。
王隠『晋書』によると、後に夏侯駿は、斉万年を斬ったと上言した。しかし実際は、斉万年は改めて出陣を命じられた孟観が生け捕りにした。戦後、夏侯駿は戦功を偽った罪状で誅殺された。